# Esther Victoria Abraham
Esther Victoria Abraham (30 de dezembro de 1916 - 6 de agosto de 2006), mais conhecida por seu nome artístico de Pramila, foi uma modelo, atriz e além disso, primeira mulher produtora cinematográfica indiana judia da Índia. Ela também é conhecida por ter ganhado o primeiro concurso de Miss Índia em 1947.

## Biografia
Pramila nasceu em 1916 em Calcutá, em uma família de judeus Índo-iraquianos. Ela era filha de Reuben Abraham, um empresário de Calcutá, e de Matilda Isaac, originalmente de Karachi. Ela tinha três irmãos do primeiro casamento de seu pai com Liya e seis irmãos do casamento de seus próprios pais.

## Carreira
Pramila foi a vencedora da primeira edição do concurso de Miss Índia, em 1947 aos 31 anos de idade. Seu primeiro trabalho na indústria do entretenimento foi como dançarina para uma companhia de teatro Pársi, dançando durante os 15 minutos de pausa enquanto o projetor do carretel era trocado.

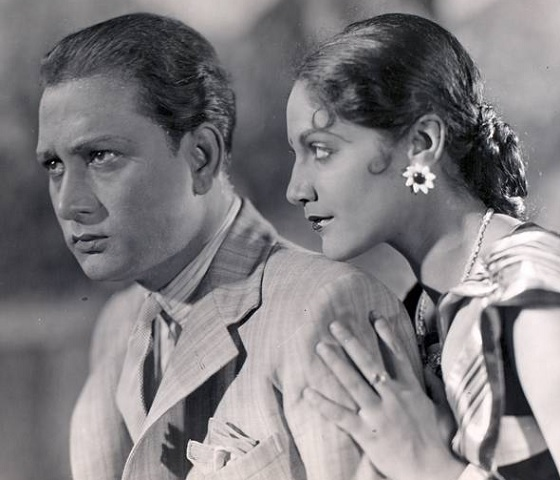
Pramila no filme de 1936 Hamari Betiya.

Ela realmente começou sua carreira de atriz com Bhikaran (1935), no qual ela já interpretou uma mulher fatal. Pramila também atuou como uma atriz dublê em 30 filmes de ação de baixo orçamento inspirados no cinema americano da década de 1920, incluindo Ulti Ganga, Bijli, Basant e Jungle King. Pramila voltou como atriz freelancer com uma carreira cinematográfica mais ambiciosa em 1941. Ela então interpreta o papel da irmã mais nova em Kanchan, dirigido pela atriz Leela Chitnis. O filme é um fracasso, mas Pramila consegue manter a simpatia da crítica. Ela também obteve provavelmente o maior sucesso de sua carreira no ano seguinte, interpretando uma personagem secundária femme fatale no filme Basant, dirigido por Amiya Chakrabarty e que permaneceu por mais de cem semanas no Majestic Cinema em Bombaim.

Ela também se tornou a primeira grande produtora cinematográfica da Índia, com 16 filmes de sua empresa Silver Productions. Morarji Desai, o então ministro-chefe de Bombaim, mandou prendê-la por ser suspeita de espionagem para o Paquistão, devido às suas constantes viagens para aquele país. No entanto, ficou mais tarde provado que ela somente viajava para promover seus filmes lá.
Além de sua carreira no cinema, ela também se formou na Universidade de Cambridge e se tornou professora. Ela também desenhou os vestidos e jóias que ela usava em seus próprios filmes.

## Família
Esther Victoria Abraham se casou duas vezes: a primeira vez com Manicklal Dangi, um diretor de teatro, no início dos anos 1930. Juntos, eles tiveram um filho chamado Maurice. Depois que ela se casou novamente, com o também ator Syed Hasan Ali Zaidi, mais conhecido como Kumar, eles tiveram quatro filhos juntos. Zaidi era um muçulmano xiita praticante, e apareceu nos filmes Mughal-e-Azam e Shri 420; Esther Victoria Abraham foi sua segunda esposa. Depois que Kumar emigrou para o Paquistão em 1963, Esther Victoria Abraham decidiu ficar na Índia, onde atuou e produziu filmes.
Seu filho mais novo, Haidar Ali, também tem seguido uma carreira no cinema e na televisão. Sua filha, Naqi Jahan, foi coroada como Eve's Weekly Miss Índia em 1967, representando a Índia no concurso de beleza Queen of the Pacific Quest na Austrália. Elas são as únicas mãe e filha da história que ganharam o título de Miss Índia.

## Morte
Esther Victoria Abraham morreu em 6 de agosto de 2006, em Bombaim, cercada por sua família, logo após sua última aparição em Thang, um filme bilíngue de Amol Palekar.

## Filmografia

### Como atriz
- Return of the Toofan Mail, dirigido por RS Chaudhary (1935)
- Bhikaran, dirigido por PK Atharti (1935)[1]
- Mahamaya, dirigido por Gunjal (1936)
- Hamari Betiya / Our Darling Daughters, dirigido por RS Chaudhary (1936)
- Saria, dirigido por Shanti Dave (1936)
- Mere Lai, dirigido por Gunjal (1937)
- Mother India, dirigido por Gunjal (1938)
- Bijlee, dirigido por Balwant Bhatt (1939)
- Hukum Ka Ekka, dirigido por Shanti Dave (1939)
- Jungle King, dirigido por Nari Ghadialli (1939)
- Kahan Hai Manzil Ten, dirigido por SM Yussuf (1939)
- Sardar, dirigido por Dwarka Khosla (1940)
- Kanchan, dirigido por Leela Chitnis (1941)
- Shahzaadi, dirigido por JP Advani (1941)
- Basant, dirigido por Amiya Chakrabarty (1942)
- Jhankar, dirigido por S. Khalil (1942)
- Saheli, dirigido por SM Yussuf (1942)
- Ulti Ganga, dirigido por K. Dhaiber (1942)
- Bade Nawab Saheb, dirigido por BD Vedi (1944)
- Naseeb, dirigido por BD Vedi (1945)
- Devar, dirigido por SM Yussuf (1946)
- Nehle Pe Dehla, dirigido por SM Yussuf (1946)
- Sal Gira, dirigido por KS Dariani (1946)
- Shalimar, dirigido por Roop K. Shorey (1946)
- Doosri Shaadi, dirigido por Ram Dariani (1947)
- Aap Beeti, dirigido por M. Kumar (1948)
- Beqasoor, dirigido por K. Amamath (1950)
- Hamari Beti, dirigido por Shobhna Samarth (1950)
- Dhoon, dirigido por M. Kumar (1953)
- Majboori / Choti Bahen, dirigido por Ram Dariani (1954)
- Badal Aur Bijlee, dirigido por Maurice Abraham (1956)
- Fighting Queen, dirigido por Nari Ghadiali (1956)
- Jungle King, dirigido por Masud (1959)
- Bahana, dirigido por M. Kumar (1960)
- Murad, dirigido por Nari Ghadiali (1961)
- Thaang, dirigido por Amol Palekar (2006)[1]

### Como produtora ou co-produtora
- Jhankar, dirigido por S. Khalil (1942)
- Bhalai, dirigido por S. Nazir (1943)
- Bade Nawab Saheb, dirigido por BD Vedi (1944)
- Naseeb, dirigido por BD Vedi (1945)
- Devar, dirigido por SM Yussuf (1946)
- Nehle Pe Dehla, dirigido por SM Yussuf (1946)
- Aap Beeti, dirigido por M. Kumar (1948)
- Dhoom Dham, dirigido por Rajaran (1949)
- Dilbar , dirigido por Rajaran (1951)
- Dhoon, dirigido por M. Kumar (1953)
- Badal Aur Bijlee, dirigido por Maurice Abraham (1956)
- Jungle King, dirigido por Masud (1959)
- Bahana, dirigido por M. Kumar (1960)